# Mente sobre a matéria
"A mente sobre a matéria " é uma frase que tem sido usada em vários contextos, como doutrinas espirituais centradas na mente, parapsicologia e filosofia .
O Merriam Webster Dictionary define mente como "o elemento ou complexo de elementos em um indivíduo que sente, percebe, pensa, deseja e especialmente raciocina" e a mente sobre a matéria tanto quanto possível; “uma situação em que alguém é capaz de controlar uma condição física, problema, etc., usando a mente”.

## Origem
A frase "mente sobre a matéria" apareceu pela primeira vez em 1863 em The Geological Evidence of the Antiquity of Man, de Sir Charles Lyell (1797-1875), e foi usada pela primeira vez para se referir ao status crescente e ao crescimento evolutivo das mentes dos animais e do homem ao longo de todo o mundo. História da Terra. 

Pode-se dizer que, longe de ter uma tendência materialista, a suposta introdução na terra em sucessivos períodos geológicos da vida - é uma realidade. sensação, instinto, a inteligência dos mamíferos superiores que beira a razão e, por último, a razão melhorável do próprio Homem; apresenta-nos uma imagem do domínio cada vez maior da mente sobre a matéria.— Sir Charles Lyell, 1863
Outro ditado relacionado, “ a mente impulsiona a massa ”, foi cunhado quase dois milênios antes, em 19 aC, pelo poeta Virgílio em sua obra Eneida, livro 6, linha 727. 

## Parapsicologia
No campo da parapsicologia, a frase tem sido usada para descrever fenômenos paranormais como a psicocinesia . A mente sobre a matéria pode muitas vezes ser atribuída à sobrevivência. "é um caso de mente sobre a matéria."

## Mao Tsé-tung
“A mente sobre a matéria” era também a ideia de Mao Zedong de que os camponeses rurais poderiam ser “proletarizados” para que pudessem liderar a revolução e a China pudesse passar do feudalismo para o socialismo através da Nova Democracia . Segundo alguns, afasta-se do leninismo na medida em que os revolucionários são camponeses, em vez do proletariado urbano.

## Controlando a dor
A frase também se refere à capacidade de controlar a percepção da dor que alguém pode ou não estar sentindo.